# آندریا توزو
آندریا توزو (انگلیسی: Andrea Tozzo؛ زادهٔ ۳۰ اوت ۱۹۹۲) بازیکن فوتبال اهل ایتالیا است.
از باشگاه‌هایی که در آن بازی کرده‌است می‌توان به باشگاه فوتبال هلاس ورونا، باشگاه فوتبال فیورنتینا، باشگاه فوتبال لاتینا، باشگاه فوتبال سمپدوریا، و باشگاه فوتبال نووارا اشاره کرد.
وی همچنین در تیم ملی فوتبال زیر ۱۹ سال ایتالیا بازی کرده‌است.